# Родион Малиновски
Родион Јаковљевич Малиновски (рус. Родион Яковлевич Малиновский; Одеса, 23. новембар 1898. — Москва, 31. март 1967) совјетски маршал,  министар одбране Совјетског Савеза од 1957. до 1967. године, двоструки Херој Совјетског Савеза и народни херој Југославије.

## Биографија
Рођен је 23. новембра 1898. године у Одеси, у Украјини. У време Првог светског рата, 1914. године, отишао је као добровољац на фронт. Фебруара 1916, послат је у Француску, у саставу руског експедиционог корпуса. После повратка у Русију, 1919. године, укључио се у редове Црвене армије, и у саставу 27. стрељачке дивизије учествовао у борбама против контрареволуционараних снага. Током двадесетих година, прешао је пут од командира вода до команданта корпуса.
У Комунистичку партију Совјетског Савеза учланио се 1926. године. Војну академију „Фрунзе“ завршио је 1930. године. Од 1937. до 1938. године учествовао је, као добровољац, у Шпанском грађанском рату, на страни републиканске владе.
На почетку Великог отаџбинског рата, командовао је 48. стрељачким корпусом, а од августа 1941. године, Шестом армијом. Од децембра 1941. до јула 1942. године био је командант Јужног фронта, од августа до октобра 1942. командовао је 66. армијом северно од Стаљинграда. Од октобра до новембра 1942. године био је заменик команданта трупа Вороњешког фронта. Од краја новембра 1942, командовао је Другом гардијском армијом, која је, децембра исте године, учествовала у одбијању напада који је немачка армијска група Дон предузела да би деблокирала групацију немачких трупа, опкољену код Стаљинграда, а затим је учествовао у њеном уништењу. Од фебруара 1943. године, Малиновски је командант трупа Јужног, а од марта Југозападног фронта (20. октобра 1943. године, овај фронт је променио назив у Трећи украјински фронт), које су се бориле за Донбас и део Украјине на десној обали.
Маршал Совјетског Савеза постао је 1944. године. Од маја 1944. до маја 1945. године, командовао је трупама Другог украјинског фронта у јашко-кишињевској операцији приликом ослобођења Румуније, Мађарске, Аустрије и Чехословачке.
Од јула 1945. године, Малиновски је командовао је трупама Забајкалског фронта које су нанеле главни ударац у Манџурској стратегијској операцији. 
После завршетка рата, био је командант трупа Забајкалско-амурског војног округа, од 1945. до 1947; главни командант трупа Далеког истока, од 1947. до 1953; командант трупа Далекоисточног војног округа, од 1953. до 1956; први заменик министра одбране и главни командант копнених трупа од 1956. до 1957. године.
Од октобра 1957. до марта 1967. године, Родион Малиновски је био министар одбране СССР.
Од 1952. године био је кандидат за члана Централног комитета КПСС, а од 1956. члан ЦК КПСС; био је депутат Врховног совјета од другог до седмог сазива. 
Маршал Родион Малиновски преминуо је 31. марта 1967. године, и сахрањен на Црвеном тргу, код зидина Кремља у Москви.

## Одликовања
Одликован је с пет Ордена Лењина, Орденом Победе, с три Ордена Црвене заставе, два Ордена Суворова 1. реда и са 16 страних одликовања. Херојем Совјетског Савеза проглашен је 8. септембра 1945. године, а 22. новембра 1958. постао је двоструки херој Совјетског Савеза.
За изузетну вештину у командовању трупама и хероизам показан у борби против заједничког непријатеља, за заслуге у развоју и јачању пријатељских односа између оружаних снага Савеза Совјетских Социјалистичких Република и оружаних снага СФРЈ, Председник СФРЈ Јосип Броз Тито одликовао је Родиона Малиновског, 27. маја 1964. године, Орденом народног хероја Југославије.